# Teresa Raquin (romanzo)
Teresa Raquin è un romanzo di Émile Zola del 1867. Venne definito da Zola un romanzo-studio "psicologico e fisiologico", in riferimento alla complessità caratteriale dei personaggi, sui cui comportamenti si incentra l'analisi dello scrittore.

## Trama
Il romanzo ha come protagonisti due donne e due uomini, posti tutti a pari livello. L'utilizzo del narratore onnisciente consente a Zola di cambiare spesso l'oggetto dell'analisi passando da un personaggio all'altro in base alla situazione.
Il libro narra la storia di Teresa, giovane fanciulla esile ma graziosa che vive in una piccola e squallida merceria di sua zia, in un quartiere di Parigi. Oltre all'anziana ma vispa zia, vive con Teresa il malaticcio cugino Camillo. Il matrimonio tra i due è inevitabile ma anche insignificante, dato che Teresa non è mai uscita da quella merceria e non sa nemmeno cosa sia l'amore, mentre lui, debole fisicamente anche se attivo lavoratore, non ha intenzione di passare la vita alla ricerca della donna giusta.
La loro vita, sempre uguale e monotona, viene stravolta dall'arrivo di Lorenzo, pittore perdigiorno nonché grande amico di Camillo, che si inserisce nella piccola famigliola col pretesto di eseguire un ritratto al caro amico. L'intenzione è ben altra: Lorenzo è rimasto attratto dalla semplicità di Teresa ed inizia a frequentarla di nascosto, senza mai destare sospetti. I due, durante una breve gita sul fiume architettano un omicidio perfetto per liberarsi di Camillo, terzo incomodo e ostacolo al loro amore passionale. Prendendo in braccio Camillo (egli pensa che l'amico stia scherzando), tanto è leggero, Lorenzo non solo riesce ad annegarlo, ma può appoggiarsi anche su una serie di testimoni che lodano la prontezza del suo simulato tentativo di salvataggio. Grazie a questo alibi perfetto, i due tornano alla merceria dove la vecchia interpreta la morte del figlio come l'inizio della propria morte spirituale. Ella conserva tuttavia la fiducia per i due sopravvissuti, che poco più in là si sposano.
Mantenuti dalla vecchia, Lorenzo e Teresa si dedicano al loro amore che sembra però avviato a un lento e inesorabile declino. L'ipotetico fantasma di Camillo perseguita i corpi e le menti dei due amanti e li allontana sempre più. Quello che un tempo era amore intenso, si è trasformato dopo la morte di Camillo in un odio acceso. Mentre la vecchia diventa sempre più oziosa e pian piano paralitica, scopre, dalle liti degli amanti, che loro due avevano complottato e deciso la morte del suo caro Camillo. Ora però è troppo tardi: la vecchia è muta e paralitica, i due amanti sono in procinto di una rottura completa, ma accade qualcosa di inaspettato. Una sera i due, entrambi desiderosi della morte dell'altro si uccidono, consapevoli dei loro errori, mentre la vecchia, ancora viva, li osserva con sguardo soddisfatto e nel contempo disgustato per la vendetta da tempo bramata e infine ottenuta.

## Personaggi
- Teresa Raquin: Giovane e innocente, nauseata dall'odore putrido che stagna nella sua casa-merceria, diventa preda di un amore più grande delle sue aspettative. Piena di rimorsi, mentalmente fragile, subito dopo l'assassinio è pervasa da continui rimorsi e pentimenti. È capace però di simulare, fingendo alla perfezione di essere quella che in realtà da tanto tempo non è più: una pura. Si macchia l'anima di una complicità in delitto e di un tradimento verso sua zia, che l'ha cresciuta fin da piccola, e verso il suo primo marito, mai amato.
- Lorenzo: Muscoloso, rude ma gentile, assassino ma buon amico, traditore e amante, simpatico e spietato, crudele ma fragile d'animo. Il ritratto di un uomo in bilico fra bene e male, tra dovere e coscienza, fra volere e morale. Pittore "impressionista", incapace di realizzare ritratti veritieri, aggiunge sempre una nota di orrore a ogni suo dipinto. Meticoloso omicida, non lascia nulla al caso, riducendosi a frequentare per giornate intere l'obitorio al fine di scoprire se il corpo di Camillo sia stato ritrovato. L'incubo diventa lo stato reale della sua vita, mentre il mondo si trasforma in una "fuga" mentale che gli permette di evadere dal pensiero della morte, dell'omicidio, della colpevolezza.
- Camillo: Non ha che il ruolo della vittima. Se per Teresa è inutile e insignificante, è anche l'elemento che spiega la pazzia degli amanti. Il suo autentico ruolo si svolge più nel ricordo che nella realtà della persona viva: nel corpo bianco, straziato dai flutti e dalle rocce del fiume dove è rimasto per settimane.
- La vecchia Raquin: Docile vecchina, acuta e perspicace, diventa la testimone della confessione dei due assassini ma non può riferirla a nessuno. È l'emblema della condizione di un carcerato: imprigionata in un corpo ormai debole e paralitico che è divenuto la gabbia della sua anima, questa vorrebbe gridare pietà per le parole che gli assassini le fanno udire. Ciò nonostante, mai e poi mai perde la speranza di vendicare l'assassinio del figlio. Incapace di denunciare l'assassino (Lorenzo) e la complice (Teresa), aspetta dunque che i due si distruggano a vicenda. Il legame madre-figlio trova riscontro nella psicologia di questi personaggi che si oppongono all'altra coppia a essi speculare: la madre amorevole e affettuosa, e il figlio ingenuo e socievole, contrapposti alla ragazza traditrice e accondiscendente, e all'amante doppiogiochista e violento.

Tutti i personaggi agiscono comunque per egoismo: mamma Raquin cresce la nipote in funzione di suo figlio, dando a Teresa le stesse medicine di Camillo anche se lei non ha bisogno; la fa dormire nella stessa stanza di lui obbligandola a stare zitta per non disturbarlo, e infine glielo fa sposare. Camillo cerca un lavoro non per realizzare se stesso, ma per sottrarsi a sua madre che lo accudirebbe incessantemente come un bambino. Teresa, che non conosce altro all'infuori della quotidianità della famiglia Raquin, cerca la passione nella storia dapprima segreta con Lorenzo. Questi trova comodo avere un'amante che non gli costa nulla, diversamente da quelle che era abituato a pagare, e calcola la possibilità di vivere alle sue spalle, giacché, quando avrà eliminato Camillo e si sarà fatto sposare da Teresa, potrà abbandonare il lavoro e dedicarsi all'ozio, più che alla pittura.
La struttura a quattro personaggi venne adottata, sebbene con altre finalità, da Goethe nel romanzo Le affinità elettive.
Il romanzo è un'importante fonte in ambito criminologico poiché illustra con esattezza il senso di colpa persecutorio che trascina i due amanti verso il reciproco omicidio-suicidio. Il suicidio è infatti il risultato definitivo e fondamentale di quel senso di colpa che corrode Teresa e Lorenzo, trasformando inesorabilmente il loro amore in odio.

## La storia dell'opera

### Genesi

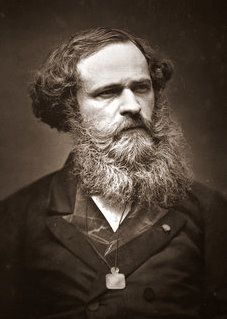
Arsène Houssaye

Il 24 dicembre 1866 appare su Le Figaro un abbozzo di racconto, Dans Paris. Un mariage d'amour, in cui Zola traccia le linee fondamentali del futuro romanzo, senza ancora citare la vecchia Raquin e dando ai tre personaggi principali nomi diversi, Michel, Suzanne e Jacques, che diventeranno rispettivamente Camille, Thérèse e Laurent. Il 12 febbraio 1867 Zola scrive ad Arsène Houssaye - per la cui Revue du XIXe siècle ha già pubblicato, il primo dell'anno, un articolo entusiastico su Manet -, proponendogli di pubblicare il nuovo romanzo in sei puntate sul suo giornale: «Ditemi di sì, e mi metto subito all'opera. Sento che sarà il mio capolavoro giovanile. Sono pieno del soggetto, vivo con i personaggi. Ci guadagneremo entrambi in questa pubblicazione».
La risposta del figlio Henry Houssaye, datata 4 marzo, è affermativa, ma prevede, per volere del padre, una pubblicazione in tre puntate. Nel medesimo giorno Zola invia a Henry la prima parte dell'opera, intitolata Un mariage d'amour, ben lungi dall'essere stata scritta per intero, perché Zola compone gran parte del romanzo tra marzo e giugno, mentre porta avanti anche i Mystères de Marseille, romanzo avventuroso con cui cerca di puntellare la difficile situazione economica. Se la stesura dei Mystères gli procura tedio e frustrazione nel pomeriggio, con ben altra soddisfazione si applica la mattina al suo primo autentico romanzo naturalista, «un grande studio psicologico», come afferma scrivendo all'amico Antony Valabrègue il 4 aprile.
Avendo La Revue du XIXe siècle chiuso i battenti a giugno, il romanzo appare in tre puntate su L'Artiste, altra rivista di Arsène Houssaye, ad agosto, settembre e ottobre, con il titolo Un mariage d'amour. Sul versante della pubblicazione in volume, Zola si è subito messo in moto, trovando in aprile un accordo con l'editore Albert Lacroix, lo stesso che ha pubblicato i Contes à Ninon nel 1864 e La Confession de Claude nel 1865. Il 13 settembre comunica a Lacroix che il libro edito s'intitolerà Thérèse Raquin, perché crede finita «l'epoca dei titoli sensazionali». Thérèse Raquin approda in libreria a fine novembre.

### Le reazioni della critica

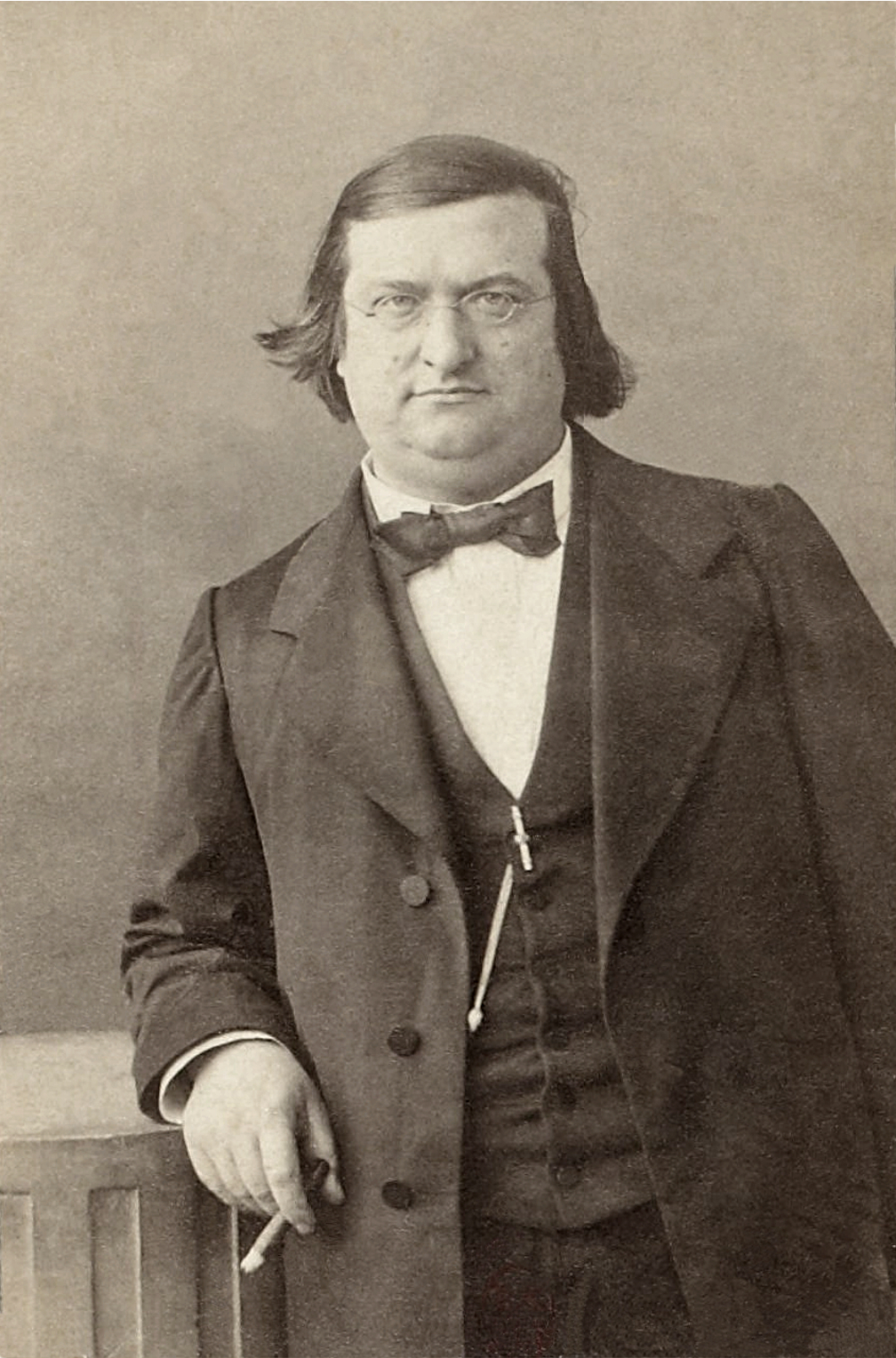
Louis Ulbach

Sin dal primo dicembre, l'autore invia l'opera agli intellettuali più influenti e significativi del momento, tra cui Jules Claretie, Hippolyte Taine e Charles Augustin de Sainte-Beuve. Il 23 gennaio 1868 Louis Ulbach, fervente critico repubblicano già scontratosi con Zola a proposito de La Confession de Claude, pubblica su Le Figaro, firmandosi con lo pseudonimo balzachiano Ferragus, una violenta requisitoria contro il romanzo, inserito, con Germinie Lacerteux e altri coevi testi di narrativa, nel filone della «letteratura putrida», perché appartenente a una «mostruosa scuola di romanzieri, [...] che fa appello alle curiosità più chirurgiche e raggruppa gli appestati per farcene ammirare le chiazze della pelle».
Ulbach, storico oppositore del regime imperiale, crede che romanzi come Thérèse Raquin, così crudi e morbosi, anziché combattere l'ingiustizia sociale, inducano soltanto al vizio e alla lascivia, tralasciando gli alti ideali libertari e democratici. Zola e i Goncourt sono quindi dei cattivi riformatori della società. Per Ulbach, non bisogna mostrare le corruzioni degli uomini e del mondo, quanto l'eroismo repubblicano e la fiducia in un futuro migliore. Anche la Mme Marneffe de La Cousine Bette balzachiana, in cui l'autore «ha ammassato tutte le corruzioni e le infamie», preserva un qualche decoro, tanto che è stato possibile rappresentarla a teatro. «Vi sfido», prosegue Ulbach, «a far recitare su un palcoscenico Germinie Lacerteux, Thérèse Raquin, tutti questi inverosimili fantasmi che trasudano morte senza aver respirato la vita». Zola mira solo alla fama e, dipingendo solo appetiti e desideri, non insegna nulla attraverso il rimorso puramente fisiologico della protagonista, ma propone una sorta di pornografia travestita.
La replica di Zola non si fa attendere: sempre sulle colonne de Le Figaro il 31 gennaio la sua penna avvelenata attacca l'ipocrisia del suo detrattore, il cui buon gusto censura l'apparizione di Germinie Lacerteux e Thérèse Raquin su un palcoscenico, ma non si oppone alle pubbliche esibizioni in cui giovani ballerine ostentano le loro belle cosce. «Certo», ironizza, «non si potrebbe far calcare a Germinie Lacerteux le scene in cui saltella la signorina Schneider. Quella "sordida cuoca", come la definisce, intimidirebbe un pubblico che va in brodo di giuggiole dinanzi alle moine da pescivendola della Granduchessa [allusione a La Grande-Duchesse de Gérolstein, operetta di Offenbach]». Ma la vera pornografia, secondo Zola, sta proprio nel perbenismo ipocrita delle operette, nell'ostentazione della carne giovane e sana - apprezzata al contrario di quella malata o delle passioni che si agitano in una Germinie, che la vita ha fatto soffrire oltremisura, esasperandone le componenti isteriche -, nella falsa esibizione di benessere, così conveniente alla politica imperiale.

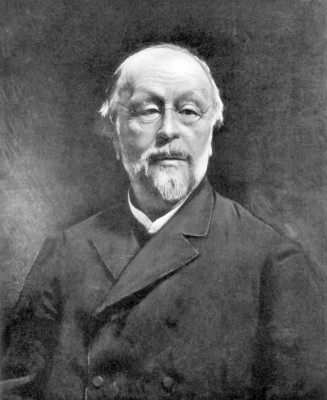
Hippolyte Taine

Rifuggendo dalla polemica che va inscenandosi pubblicamente, Taine scrive all'autore in privato, il 2 dicembre. Ha molto apprezzato il libro, «interamente costruito su un'idea giusta; [...] fa trasparire un vero artista, un osservatore serio che non cerca consensi ma la verità». Taine accosta addirittura il giovane romanziere a Shakespeare e Dickens, vedendo in lui un autore molto valido, oltre che l'artista capace di incarnare, a livello letterario, le sue posizioni filosofiche. Tuttavia, preferirebbe un soggetto di più ampio respiro; anziché limitarsi ad analizzare un contesto ristretto, la letteratura dovrebbe, secondo lui, abbracciare più vasti orizzonti, descrivendo la società nel suo complesso, per metterne in luce le dinamiche e le interazioni profonde. «Ci vogliono, a destra e a sinistra, delle biografie, dei personaggi, degli indizi che rivelino il grande insieme, le antitesi di ogni sorta, le compensazioni; in breve, ciò che va al di là del vostro soggetto», scrive.
Sainte-Beuve attende l'uscita della seconda edizione per far conoscere le proprie considerazioni a Zola, cui le invia il 10 giugno 1868. L'opera è a suo dire «notevole», e «per certi versi» potrebbe addirittura «fare epoca nella storia del romanzo contemporaneo». Tuttavia il passaggio del Pont-Neuf, che Sainte-Beuve conosce bene, non è descritto in maniera verosimile; gli viene attribuita una cupezza eccessiva, frutto dell'invenzione dell'autore. Non lo convince nemmeno il rimorso puramente fisiologico attribuito ai protagonisti, perché nel romanzo il rimorso non è altro che «la trasposizione del rimorso morale ordinario». Inoltre, Sainte-Beuve non si spiega per quale ragione Thérèse e Laurent, dopo il delitto, non soddisfino fino in fondo i loro desideri, concedendosi pienamente. Zola, il 13 luglio, gli risponde che «quando [i due amanti] uccidono, sono già quasi disgustati l'uno dall'altra», e che «l'omicidio è una crisi acuta, che li lascia inebetiti e come estranei».
Thérèse Raquin esce ad aprile in una seconda edizione. Dopo aver sostenuto per anni, sui giornali, il nascente naturalismo di derivazione tainiana, Zola premette al volume un testo che canonizza una volta di più la sua estetica e la sua poetica. Il problema morale è per lui un finto problema, quando si parla di letteratura, perché la letteratura è una scienza, e «il rimprovero d'immoralità, in materia di scienza, non significa assolutamente nulla». La descrizione dei fatti - anche i più scabrosi - e dei personaggi è stata condotta «con la sola curiosità dello studioso». In qualità di "scrittore-chirurgo" ha cercato unicamente la verità, senza risparmiarsi, compiendo un'indagine fisiologica e psicologica. Thérèse Raquin si avvale del «metodo moderno», che non è altro che «lo studio del temperamento e delle modifiche profonde cui va incontro un organismo, sotto la pressione dei milieu e delle circostanze». Non il gusto delle corruzioni umane l'ha guidato, ma l'amore per l'analisi scientifica e onesta, per la descrizione della realtà.

## Edizioni italiane
- Teresa Raquin, traduzione di L. Rocco, Milano, Fratelli Treves, 1880.
- Teresa Raquin, illustrazioni di Kemplen, Milano, Carlo Aliprandi, 1889.
- Teresa Raquin, traduzione di Gino Marchetti, Milano, Elit, 1933.
- Teresa Raquin, traduzione di Nico Ferroni, Barion, 1934.
- Teresa Raquin, traduzione di Ettore Tombolini, Collana BUR, Milano, Rizzoli, 1949.
- Teresa Raquin, traduzione di Gabriella Poli, Torino, UTET, 1958.
- Teresa Raquin, traduzione di Luigi Martin, Milano, Fabbri Editori, 1969.
- Teresa Raquin, traduzione di Giulio Ricchezza, Ginevra, Ferni, 1974.
- Teresa Raquin, Prefazione e trad. di Enrico Groppali, Milano, Garzanti, 1985,  p. 206.
- Thérèse Raquin, traduzione di Maurizio Grasso, Introduzione di Mario Lunetta, Roma, Newton Compton, 1995,  p. 168, ISBN 88-7983-904-7.
- Therese Raquin, traduzione di Katia Lysy, Milano, Frassinelli, 1995. - Collana Oscar Classici, Mondadori, 2009.
- Thérèse Raquin, traduzione di Paola Messori, Introduzione di Philippe Hamon, Milano, BUR, 1999.
- Thérèse Raquin, traduzione di Giuseppe Pallavicini Caffarelli, con un saggio di Giovanni Macchia, Torino, Einaudi, 2001.
- in  Romanzi. Vol. I, a cura di Pierluigi Pellini, Collana I Meridiani, Milano, Mondadori, 2010, ISBN 978-88-04-59416-1.
- Teresa Raquin, traduzione di J. Papin, Edizioni Clandestine, 2014.